# Gyaraghatta, Tiptur
Gyaraghatta là một làng thuộc tehsil Tiptur, huyện Tumkur, bang Karnataka, Ấn Độ.